# Eduardo Noriega
Eduardo Noriega Gómez (Santander, 1. kolovoza 1973.) španjolski je filmski glumac.

## Životopis
Rođen je u španjolskoj provinciji Kantabriji u obitelji sa sedmero djece. Završio je studij prava, a studirao je i pet godina glazbu u svom rodnom gradu. Ipak odlučuje postati glumac te seli u Madrid gdje studira na dramskoj školi Real Escuela Superior de Arte Dramático. Svoje prve kratke filmske uloge ostvaruje između ostalih i s Alejandrom Amenábarom s kojim će kasnije imati plodnu suradnju. Svoj prvi film, Historias del Kronen, snima 1994. ali biva ozbiljnije zapažen tek u filmu Tesis. Poslije toga slijedi glavna uloga u filmu Abre los ojos (hrv. Otvori oči) u kojem glavnu žensku ulogu ima Penélope Cruz i biva nominiran za nagradu Goya u kategoriji za najbolju mušku ulogu. Zapažen je bio i u filmu El espinazo del diablo, filmu o španjolskom građanskom ratu kojeg je producirao Pedro Almodóvar. Za film El Lobo (2005.) biva nominiran drugi put u kategoriji za najbolju mušku ulogu. Poslije toga glumi u filmovima: Nadie conoce a nadie redatelja Mateoa Gila i El espinazo del diablo redatelja Guillerma del Toroa.
Danas pored španjolskih filmova glumi i u filmovima na engleskom jeziku.

## Filmografija
| Godina | Film                               | Uloga                         | Redatelj                |
| ------ | ---------------------------------- | ----------------------------- | ----------------------- |
| 1993.  | En Casa de Diego                   |                               | Carlos Montero          |
| 1994.  | Soñé Que te Mataba                 |                               | Mateo Gil               |
| 1994.  | Una Historia Más                   |                               | Doménicao Ciolfi        |
| 1995.  | David                              |                               | Carlos Montero          |
| 1995.  | Luna                               | Alberto                       | Alejandro Amenábar      |
| 1995.  | Historias del Kronen               |                               | Montxo Armendáriz       |
| 1996.  | Cita                               | Alberto                       | Luis López Varona       |
| 1996.  | Tesis                              | Bosco                         | Alejandro Amenábar      |
| 1996.  | Más Allá del Jardín                |                               | Pedro Olea              |
| 1997.  | Cuestión de Suerte                 | Julio                         | Rafael Moleón           |
| 1997.  | Abre los Ojos                      | César                         | Alejandro Amenábar      |
| 1998.  | Allamiento de Morada               | Simón Romero                  | Mateo Gil               |
| 1998.  | Cha Cha Cha                        | Antonio                       | Antonio del Real        |
| 1999   | La Fuente Amarilla                 | Sergio                        | Miguel Santesmases      |
| 1999   | Nadie Conoce a Nadie               | Simón Cárdenas                | Mateo Gil               |
| 2000.  | Carretera y Manta                  | Luis                          | Alfonso Arandia         |
| 2000.  | El Invierno de las Anjanas         | Eusebio                       | Pedro Telechea          |
| 2000.  | Plata Quemada                      | Angel                         | Marcelo Piñeyro         |
| 2001.  | El Espinazo del Diablo             | Jacinto                       | Guillermo del Toro      |
| 2001.  | Visionarios                        | Joshe                         | Manuel Gutiérrez Aragón |
| 2002.  | Guerreros                          | Teniente Alonso               | Daniel Calparsoro       |
| 2003.  | Novo                               | Graham                        | Jean-Pierre Limosin     |
| 2003.  | Les mains vides                    | Gerard                        | Marc Recha              |
| 2004.  | El Lobo                            | Txema                         | Miguel Courtois         |
| 2005.  | Mon ange                           | Romain                        | Serge Frydman           |
| 2005.  | El Método                          | Carlos                        | Marcelo Piñeyro         |
| 2006.  | Souli                              | Carlos                        | Alexander Abela         |
| 2006.  | Alatriste                          | Conde de Guadalmedina         | Agustín Díaz Yanes      |
| 2007.  | Canciones de Amor en Lolita's Club | Raúl Fuentes/Valentín Fuentes | Vicente Aranda          |
| 2008.  | Che Guevara                        | Ernesto 'Che' Guevara         | Josh Evans              |
| 2008.  | Vantage Point                      | Enrique                       | Peter Travis            |
| 2008.  | Transsiberian                      | Carlos                        | Brad Anderson           |
| 2009.  | Petit Indi                         | Sergi                         | Marc Recha              |
| 2010.  | El mal ajeno                       | Diego                         | Oskar Santos            |
| 2010.  | Agnosia                            | Carles                        | Eugenio Mira            |
| 2011.  | Gigola                             | Tony                          | Laure Charpentier       |
| 2011.  | Blackthorn                         | Eduardo                       | Mateo Gil               |

## Vanjske poveznice
- Službene stranice